# Sèvres
Sèvres este un oraș în Franța, în departamentul Hauts-de-Seine, în regiunea Île-de-France. 

## Personalități
- Jean-Baptiste Lully (1632-1687), compozitor
- Charles Julien Brianchon (1783-1864), matematician
- Honoré de Balzac (1799-1850), scriitor
- Pierre-Jules Hetzel (1814-1886), editor și publicist
- Léon Gambetta (1838-1882), avocat și politician
- Alfred Sisley (1839-1899), pictor
- Léon Brillouin (1889 - 1969), fizician
- Manu Chao (n. 1961), cântăreț
- Demba Ba (n. 1985), fotbalist